# Турбопуњач
Турбопуњач је механички уређај са погоном на издувне гасове који повећава снагу мотора додавањем више ваздуха у мотор. Турбо-пуњач користи пар вентилационих одливака монтираних на заједничкој осовини. Један (назван турбина) се монтира на систем издувних гасова, док се други (компресор) поставља на систем довода мотора. Издувни гас окреће турбину, што узрокује окретање компресора. Компресор служи за удувавање ваздуха у мотор већом брзином него што га може сам увући. Већа запремина ваздуха може се мешати са већом запремином горива, што повећава излазну снагу.

## Историја
Историја развоја турбопуњача започела је отприлике у исто време када и изградња првих узорака мотора са унутрашњим сагоревањем. 1885-1896. Готлиб Дајмлер и Рудолф Дизел спровели су истраживања на пољу повећања генерисане снаге и смањења потрошње горива компримовањем ваздуха убризгаваног у комору за сагоревање.
Принцип турбопуњача патентирао је швајцарски инжењер Алфред Бучи 1911. године у америчком заводу за патенте, чији је патент почео да се користи 1905. Луј Рено је 1902. године поднео патент на принципу пуњења вентилатором или компресором, који је користио у конкуренцији, али није био дефинисан као турбо пуњач.
Дизел мотори на бродовима и локомотиве са турбопуњачем почели су да се користе двадесетих година 20. века. У Првом светском рату турбопуњачи су почели да се користе у авионима, да би решили проблем смањења атмосферског притиска на већим надморским висинама, а тиме и мањег сагоревања.

## Улога турбопуњача
Улога турбопуњача је да компримовањем усисног ваздуха повећа ниво кисеоника (O2 ) у сваком цилиндру центрифугални компресор, смештен на истој осовини као и турбина, погоњен издувним гасом мотора. Основна сврха турбопуњача је повећање снаге мотора и уграђује се у моторе са преднапонском снагом, јер им уградња додатних малих ротора омогућава огромно повећање снаге, без значајнијих интервенција на појединим деловима. Иако је повећање снаге било главна сврха турбопуњача, данас се све више користи за уштеду енергије и смањење емисија, Загађење ваздуха али и протока.
Компонента за генерисање пуњења мотора назива се турбопуњач, познат и као турбопуњач издувних гасова (АТЛ) или, у колоквијалном називу, турбо. Повећава перформансе мотора или ефикасност мотора са унутрашњим сагоревањем. Стога је помоћна јединица мотора са унутрашњим сагоревањем. Његов начин рада састоји се у коришћењу дела енергије издувних гасова мотора помоћу турбине унутар издувног система за погон такозваног компресора. Ово би требало да повећа притисак свежег ваздуха у усисном систему и оптимизује степен пуњења цилиндара и на тај начин доведе више ваздуха за сагоревање и самим тим више кисеоника (потребног за сагоревање) у цилиндре јединице од ненадуваног природног усисавања, мотор са природним усисавањем снабдева се кисеоником искључиво негативним притиском који његови клипови стварају у цилиндру током кретања надоле, тј. усисавају га у њега.
Турбопуњачи имају широку примену. Уграђују се у двотактне и четворотактне моторе, дизел и бензинске моторе са унутрашњим сагоревањем. Такође могу наћи примену у моторима са спољним сагоревањем, као што су горивне ћелије.

## Принцип рада
Код дизел или бензинских мотора, клип се помера на доле и ваздух се увлачи кроз усисни вентил. У карбуратору бензинских мотора ваздух се меша са бензином. Како се клип креће према горе, ваздух или мешавина бензина и ваздуха се сабија. У карбураторним бензинским моторима мешавина горива и ваздуха се пали свећицом; у дизел или бензинским моторима са директним убризгавањем, гориво се убризгава под високим притиском што доводи до спонтаног сагоревања. У оба случаја долази до кретања клипа надоле.
Издувни гасови се избацују кроз издувни вентил када је клип подигнут. У турбо мотору ваздух се компримује пре уласка у цилиндар током процеса усисавања. Будући да је под високим притиском, велика маса ваздуха улази у цилиндар, што доводи до веће ефикасности сагоревања горива. Ово повећава излазну снагу мотора, дајући већу снагу и већу брзину од конвенционалних мотора, а такође смањује емисију издувних гасова. Неки дизел мотори могу бити подешени да примају више ваздуха и исту (нормалну) количину горива, што не повећава снагу, али резултира чистијим емисијама издувних гасова.

### Пуњење у двотактном мотору
У двотактним моторима се свеж набој утискује у цилиндар за кратко време док пролази кроз доњу мртву тачку и издувни гасови се избацују (динамичка замена наелектрисања или „прочишћавање“), док је у случају четворотактног мотора траје два одвојена циклуса. За брзу размену гаса у двотактном мотору увек је потребан најмање један дуваљ (у најједноставнијем случају испирање картера). Са турбопуњачем, ефективно повећани потисни притисак може се повећати само ако се издувни гас затвори пре усисавања, што се постиже код двотактног дизел мотора са контролисаним издувним вентилом.

### Пуњење у четворотактном мотору
У четворотактном мотору са природним усисавањем, клипови стварају негативни притисак у усисном ходу, у који ваздух или смеша гориво-ваздух протиче под атмосферским притиском. При малим брзинама има довољно времена да се комора за сагоревање готово потпуно напуни свежим набојем. Са повећањем брзине, међутим, улазни вентил се отвара све краће и са повећањем брзине протока у усисном каналу, све већи губици притиска ометају пуњење цилиндра, степен испоруке се смањује и доступно је све мање свежег пуњења. Повећавањем спољног притиска са турбопуњачем, у цилиндар се утискује знатно више свежег наелектрисања, посебно при великим брзинама, што повећава обртни моменат и, сходно томе, достижну снагу мотора.

## Састав система
Турбопуњач и међухладњак у систему укључују: контролни вентил (одводни отвор) (за одржавање унапред одређеног притиска у систему и растерећење притиска у прихватној цеви), обилазни вентил (обилазни вентил - за испуштање ваздуха за пуњење назад у улазу у турбину у случају затварања пригушног вентила) и / или „одзрачни“ вентил (одзрачни вентил - за пуштање ваздуха за пуњење у атмосферу са карактеристичним звуком када је пригушни вентил затворен, под условом да нема масе сензор протока ваздуха), издувни разводник компатибилан са турбопуњачем или прилагођени доводни цев, а такође и запечаћени прикључци: ваздух за довод ваздуха на усис, уље за хлађење и подмазивање турбопуњача.